# Agriotes passosi
Agriotes passosi е вид бръмбар от семейство Полски ковачи (Elateridae).

## Разпространение
Видът е разпространен в Португалия.